# Bailey Spry
Bailey Spry (* 7. Juni 1995 in Pontiac, Oakland County, Michigan) ist eine US-amerikanische Schauspielerin.

## Leben
Spry wurde am 7. Juni 1995 in Pontiac geboren. 2014 übernahm sie die Rolle der Annie im Horrorfilm It Follows. Für die deutschsprachige Filmfassung wird sie von Stella Sommerfeld synchronisiert. Im selben Jahr übernahm sie als Amber Jones eine der weiblichen Hauptrollen im Low-Budget-Film Eiszeitalter – The Age of Ice. 2018 verkörperte sie die Rolle der Jennie im Horrorfilm Behind the Walls.

## Filmografie (Auswahl)
- 2014: It Follows
- 2014: Eiszeitalter – The Age of Ice (Age of Ice)
- 2018: Behind the Walls